# Мелентьевская
Мелентьевская — деревня в Харовском районе Вологодской области.
Входит в состав Азлецкого сельского поселения, с точки зрения административно-территориального деления — в Азлецкий сельсовет.
Расстояние по автодороге до районного центра Харовска — 59 км, до центра муниципального образования Поповки — 5 км. Ближайшие населённые пункты — Пихтинская, Зародиха, Красимиха, Уласовская, Сергозеро, Купаиха.
По переписи 2002 года население — 5 человек.